# Schlanke Sandratte
Die Schlanke Sandratte (Psammomys vexillaris) ist ein Nagetier in der Unterfamilie der Rennmäuse, das in Nordafrika vorkommt.

## Merkmale
Mit einer Kopf-Rumpf-Länge von 115 bis 130 mm und einer Schwanzlänge von 80 bis 120 mm ist die Art etwas kleiner als die Fette Sandratte (Psammomys obesus). Sie hat 30 bis 35 mm lange Hinterfüße und 10 bis 12 mm lange Ohren. Gewichtsangaben fehlen. Auf der Oberseite kommt helles orangebraunes Fell vor, während die Unterseite von cremefarbenen bis weißem Fell bedeckt ist. An der Spitze des behaarten Schwanzes befindet sich eine dunkle Quaste. Stellenweise ist die Unterseite der Füße mit Haaren bedeckt. Es kommen dunkle Krallen vor.
Die Art hat einen diploiden Chromosomensatz mit 46 Chromosomen (2n=46, FN=78).

## Verbreitung
Das Verbreitungsgebiet der Schlanken Sandratte reicht vom Nordosten Algeriens über Tunesien bis in den Nordwesten Libyens. Sie hält sich in Gebieten mit sparsamem Bewuchs auf, der oft aus Fuchsschwanzgewächsen (Amaranthaceae) besteht. Der Untergrund ist meist sandig. Mehrere Funde stammen von Straßenrändern.

## Lebensweise
Dieses Nagetier ist nachtaktiv. Es ernährt sich vorwiegend von Fuchsschwanzgewächsen. Die Exemplare ruhen am Tage in einem unterirdischen Bau. Vermutlich entspricht das Fortpflanzungsverhalten der Fetten Sandratte.

## Bedrohung
Klimaveränderungen beeinflussen das Nahrungsangebot vermutlich negativ. Andere Bedrohungen sind nicht bekannt. Da die Art oft mit der Fetten Sandratte verwechselt wird, ist die Bestandsgröße unbekannt. Die IUCN listet die Schlanke Sandratte mit ungenügende Datenlage (Data Deficient).